# Gółkowo
Gółkowo – wieś w Polsce położona w województwie wielkopolskim, w powiecie słupeckim, w gminie Słupca.
Wieś duchowna Gołkowo, własność biskupstwa poznańskiego, pod koniec XVI wieku leżała w powiecie pyzdrskim województwa kaliskiego. W latach 1975–1998 miejscowość administracyjnie należała do województwa konińskiego.